# Park Row
Park Row es una calle situada en el Distrito Financiero de Manhattan, uno de los boroughs de Nueva York, Estados Unidos. Se llamaba previamente Chatham Street y durante finales del siglo XIX fue apodada Newspaper Row (en español Calle de los Periódicos), debido a que la mayoría de los edificios de los periódicos de Nueva York se situaban en ella, para estar cerca de lo que sucediera en el Ayuntamiento de Nueva York. La calle tiene una dirección este-oeste, a veces considerada norte-sur porque el extremo oeste está más cerca del centro de la ciudad. 
En 1851, The New York Times se situaba en el 113 de Nassau Street. En 1854, se trasladó al 138 de Nassau Street, y en 1858 se trasladó poco más de una manzana a 41 Park Row, haciéndolo posiblemente el primer periódico de Nueva York situado en un edificio construido específicamente para su uso.  El New Yorker Staats-Zeitung se trasladó a su edificio propio en el 17 de Chatham Street casi a la vez.
Esta sección de la calle era conocida como Printing House Square (en español, Plaza de la Imprenta). En la actualidad, allí se sitúa una estatua de Benjamin Franklin, frente a One Pace Plaza y 41 Park Row, edificios de la Universidad Pace, sosteniendo una copia de su Pennsylvania Gazette, un recordatorio de lo que fue Park Row.  
A finales del siglo XVIII Eastern Post Road se convirtió en la calle más importante que conectaba Nueva York con Albany y Nueva Inglaterra. A comienzos del siglo XIX, se eliminó la mayoría de la parte de esta calle en Manhattan, los Comunes se convirtieron en el Parque del Ayuntamiento, y el tramo conocido entonces como Chatham Street se renombró Park Row.  
Una de las primeras estructuras llamadas rascacielos, el Park Row Building (también conocido como '15 Park Row') se sitúa en el sur de Park Row, frente al Parque del Ayuntamiento. Con 119 m de altura fue el edificio de oficinas más alto del mundo desde 1899 hasta 1908, cuando fue sobrepasado por el Singer Building. Tiene 29 plantas, con 26 plantas completas y dos cúpulas de tres plantas. Tiene una fachada de 31 m on Park Row, 23 m en Ann Street y 15 m en Theater Alley. La base del edificio ocupa un terreno de aproximadamente 1400 m². 
El Departamento de Policía de Nueva York tiene su sede en 1 Police Plaza, situado en Park Row, frente al Manhattan Municipal Building y el Correccional Metropolitano. En la actualidad, el segmento de Park Row entre Frankfort Street y Chatham Square está abierto solo a autobuses de la MTA y vehículos del gobierno y emergencias.
Al norte de Park Row está la confluencia de Bowery, East Broadway, St. James Place, Oliver Street, Mott Street, y Worth Street en Chatham Square. Al sur de la plaza se cruzan Broadway, Vesey Street, Barclay Street, y Ann Street.

## Galería

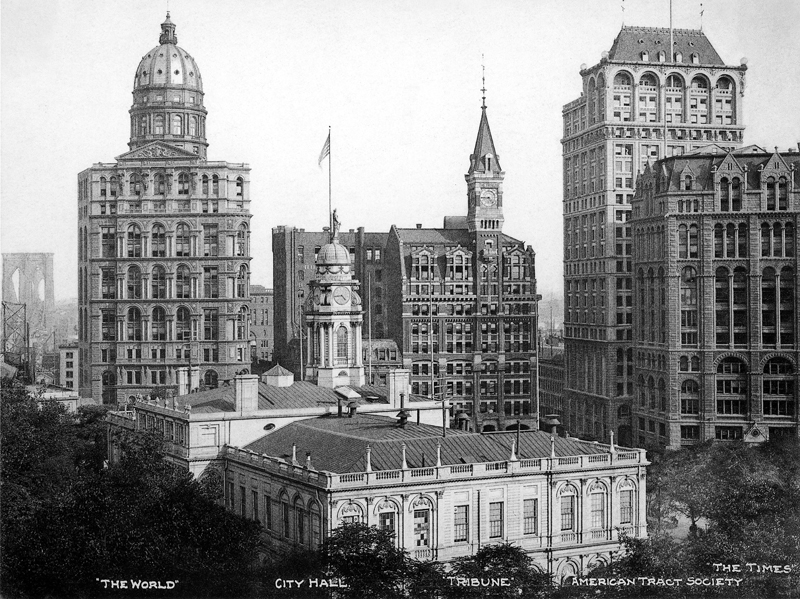
Newspaper Row, antes de 1903 (el Tribune Building original de 1875 en el centro)
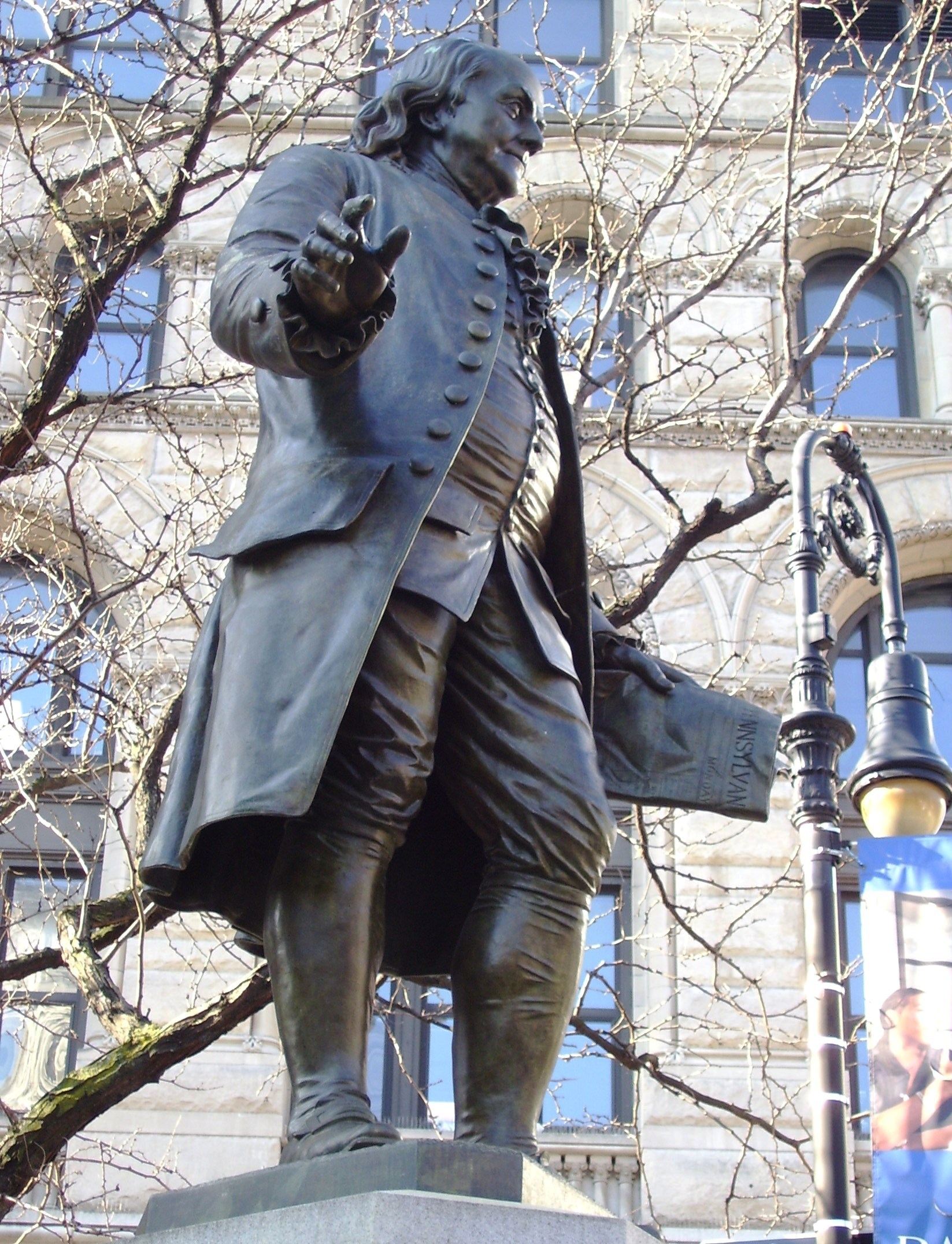
Estatua de Benjamin Franklin